# George Winter
Pour les articles homonymes, voir Winter.
George Winter (10 juin 1809 – 1er février 1876) est un artiste peintre anglais qui émigra aux États-Unis en 1830. Il s'installa dans l'Indiana et peint de nombreuses toiles représentant les Amérindiens de la région et la vie sur la Frontière.

## Galerie

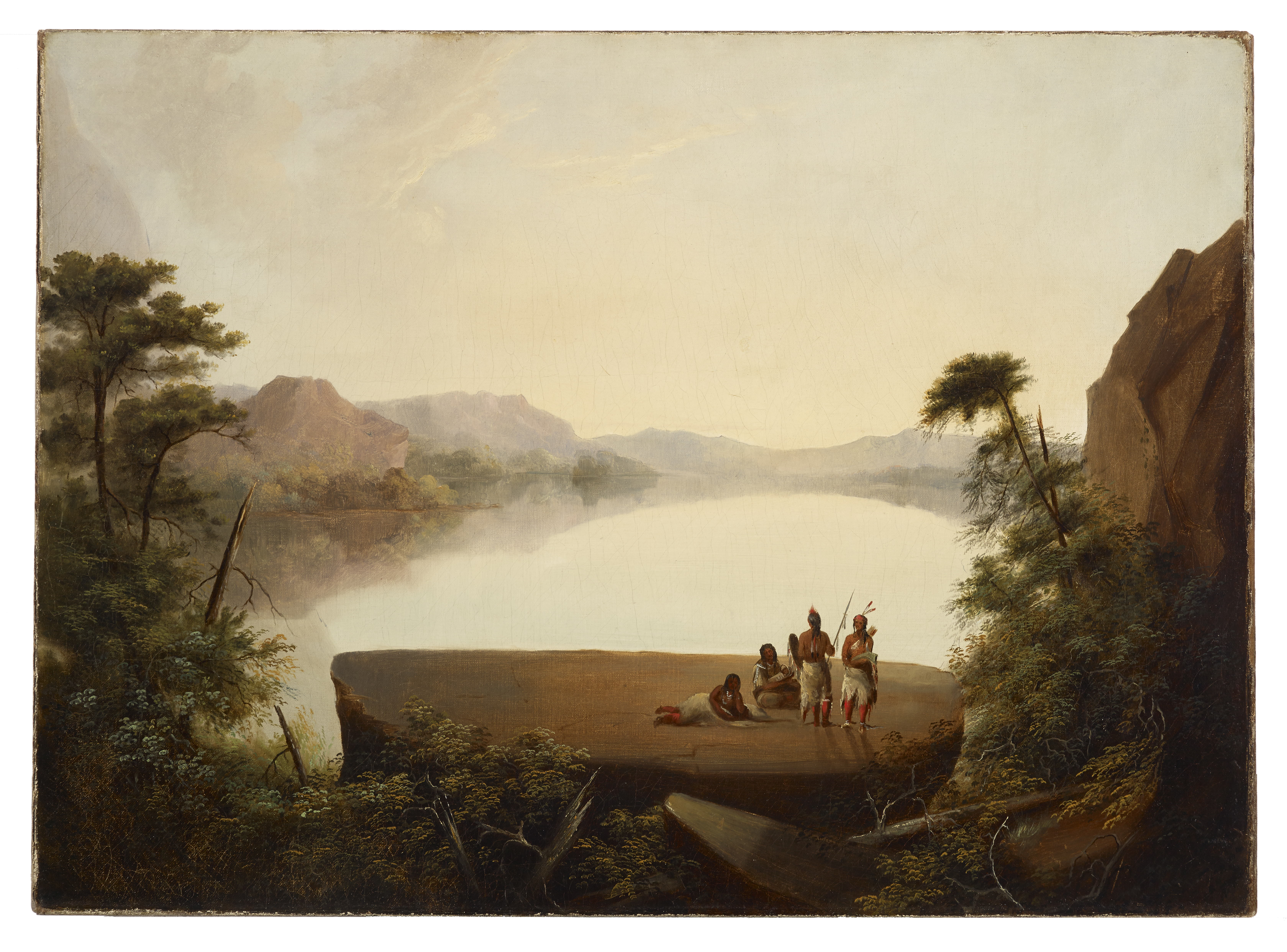
Landscape with Indians
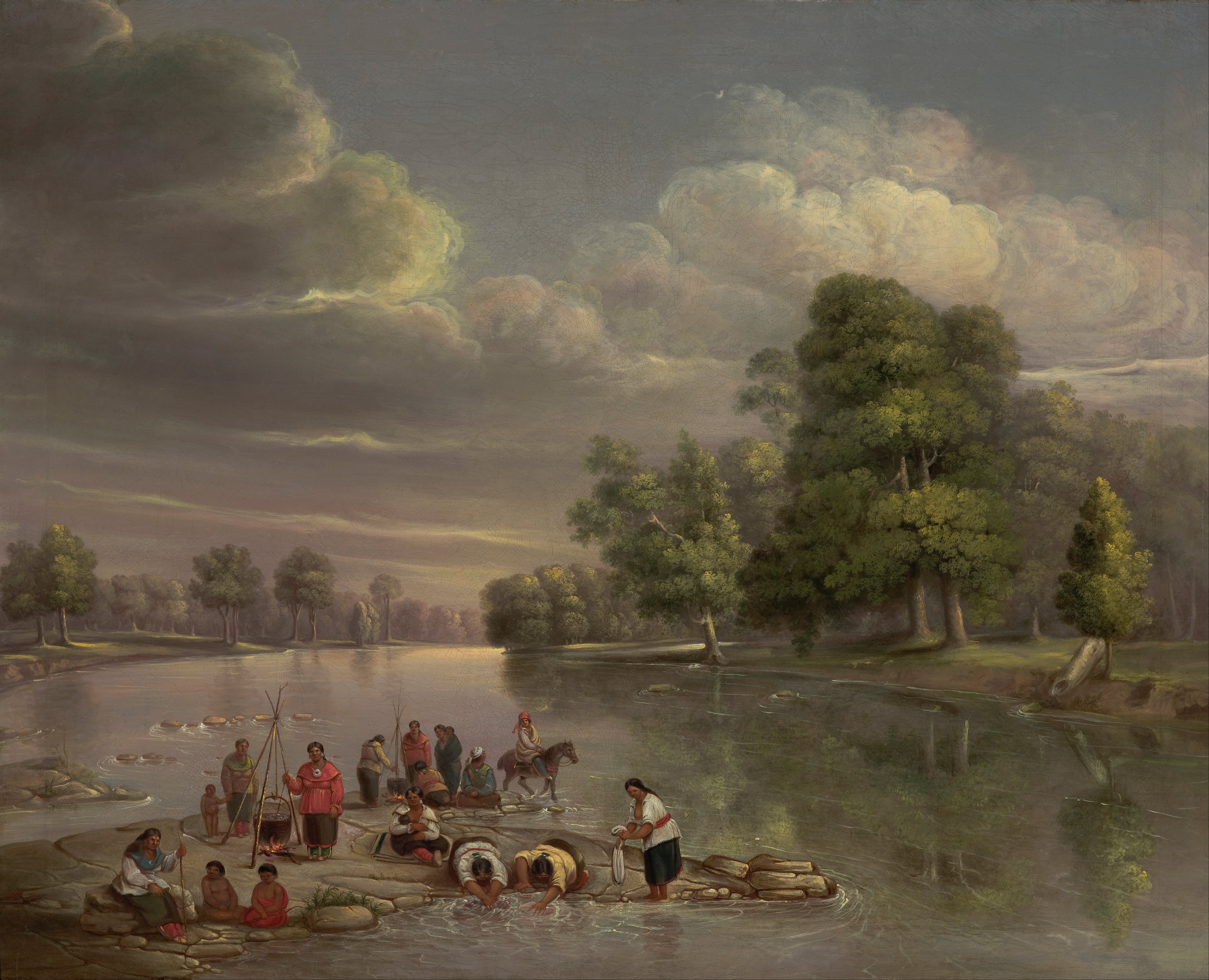
Scene on the Wabash
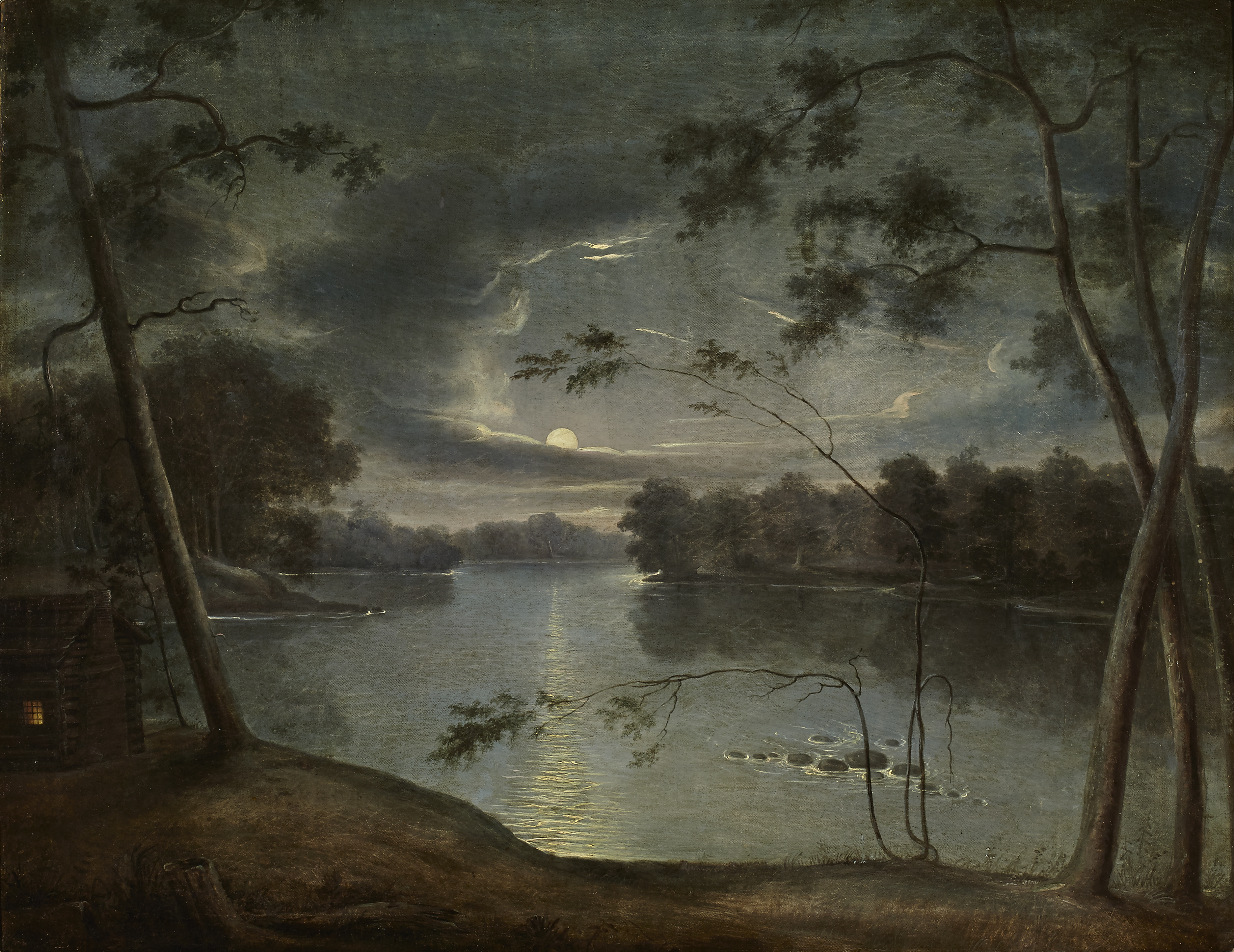
Nocturnal Landscape
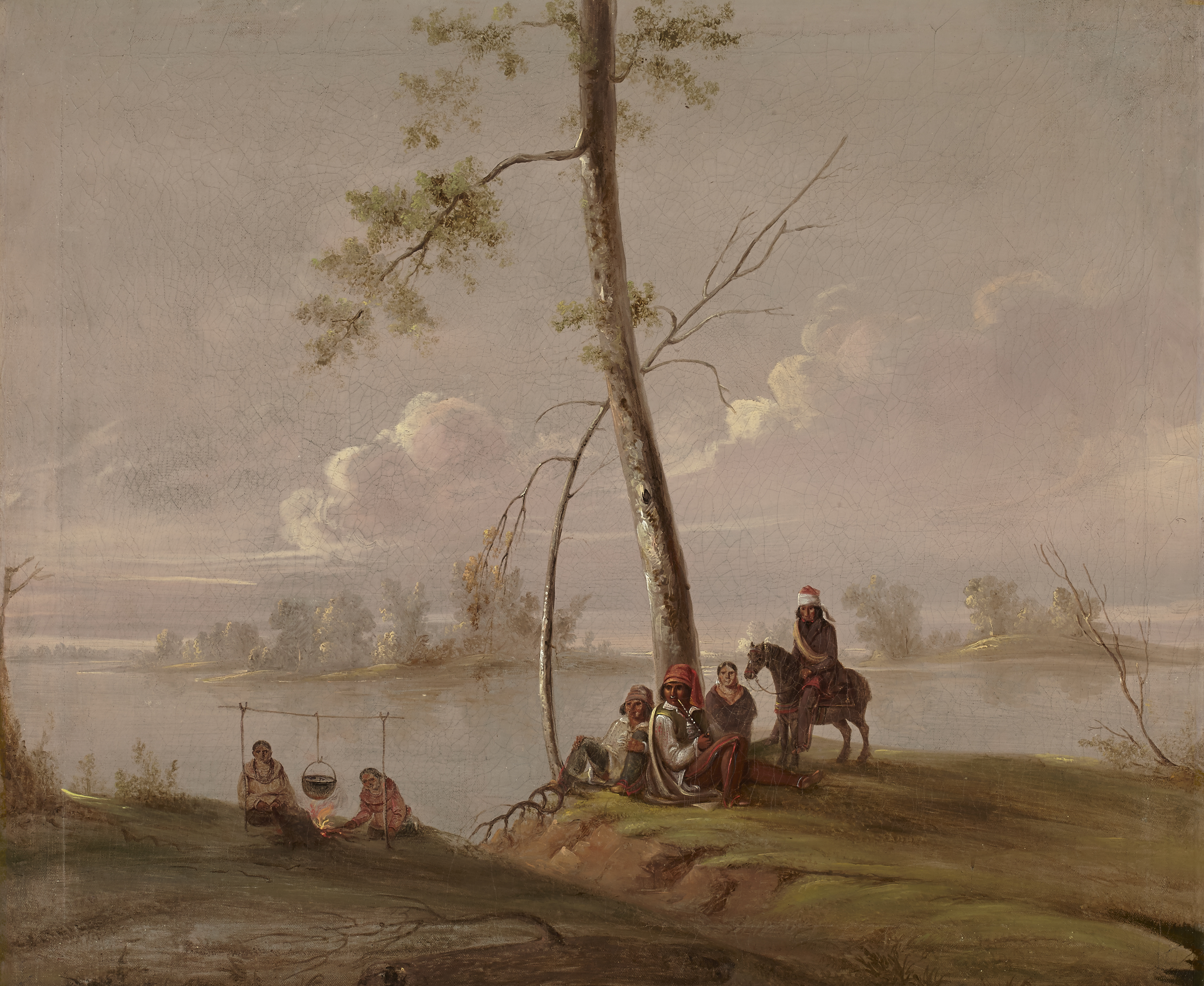
Scene on the Wabash, near Pipe Creek